# Gossip (Album)
Gossip ist das fünfte Studioalbum der US-amerikanischen Rockband Sleeping with Sirens aus Grand Rapids, Michigan. Es erschien am 22. September 2017 weltweit über Warner Bros. Records.
Das Album beherbergt elf Titel, darunter die Single Legends, die am 14. Juli 2017 vorab mitsamt Musikvideo veröffentlicht wurde. Die Deluxe-Version von Gossip enthält zwei zusätzliche Lieder, Broken Mirrors und My Life.

## Entstehungsgeschichte
Sleeping with Sirens begannen bereits im Jahr 2016 mit den Arbeiten an dem Nachfolger von Madness aus dem Jahr 2015. Im Februar des Jahres 2017 gab die Gruppe ein erstes Update, in dem es hieß, dass die Gruppe sich in den MDDN Studios befänden, um mit den Aufnahmen des Albums zu arbeiten. Tatsächlich befanden sich die Musiker zu diesem Zeitpunkt bereits mit Produzent Dave Bendeth im Aufnahmestudio, wo die Gruppe insgesamt ein halbes Jahr lang an dem Album arbeitete.
Am 9. Juni 2017 hieß es, dass die Studioarbeiten an dem neuen Album komplett abgeschlossen seien. Es wurde vermutet, dass das Album eventuell im September erscheinen würde. Einen Monat nach dieser Ankündigung machten die Musiker die Öffentlichkeit auf eine möglichst baldige Albumankündigung aufmerksam. Wenige Tage später wurde mit Legends die erste Single vorab mitsamt Musikvideo veröffentlicht und das Album, das den Namen Gossip trägt, für den 22. September 2017 angekündigt. Durch den Wechsel vom Independent-Label Epitaph Records zu Warner Bros. Records stellt Gossip das Major-Debüt von Sleeping with Sirens dar.

## Musik
Gossip stellt eine komplette Abkehr der musikalischen Wurzeln, welche im Post-Hardcore liegen, dar. Bereits auf den vorherigen Alben waren bereits Änderungen zu einem popmusikähnlichen Klang zu vernehmen. Auf Gossip indes wenden sich die Musiker komplett dem Pop zu, den sie mit leichten Einflüssen der Rockmusik unterlegen. In einem Interview mit dem Alternative Press sagte Sänger Kellin Quinn, dass die Musiker ihre persönlichen musikalischen Einflüsse in der Musik der Band einbauen wollen.
Quinn beschreibt die Musik des Albums als „düster“; in den Texten gehe es um das Gefühl verloren zu sein und irgendwie Hoffnung zu finden. Er sagte, dass er seit einigen Jahren an Depressionen leide und vor ungefähr einem Jahr auf der Bühne eine Panikattacke erlitten habe, was ebenfalls zu dem Erarbeiten der Liedtexte beigetragen habe.

## Titelliste
| #   | Titel            | Komponist(en) | Länge | Anmerkungen                  |
| --- | ---------------- | ------------- | ----- | ---------------------------- |
| 1.  | Gossip           | Kellin Quinn  | 3:16  |                              |
| 2.  | Empire to Ashes  | Quinn         | 3:18  | 2. Single                    |
| 3.  | Legends          | Quinn         | 3:43  | 1. Single                    |
| 4.  | Broken Mirrors   | Quinn         | 3:18  |                              |
| 5.  | One Man Army     | Quinn         | 3:19  |                              |
| 6.  | Cheers           | Quinn         | 2:48  |                              |
| 7.  | Closer           | Quinn         | 3:36  |                              |
| 8.  | Hole in My Heart |               | 3:34  |                              |
| 9.  | I Need to Know   | Quinn         | 3:38  |                              |
| 10. | The Chase        | Quinn         | 2:59  |                              |
| 11. | War              | Quinn         | 2:48  |                              |
| 12. | Broken Mirrors   | Quinn         | 3:14  | Bonuslied der Deluxe-Edition |
| 13. | My Life          | Quinn         | 3:04  | Bonuslied der Deluxe-Edition |

## Promotion

### Veröffentlichungen
Am 14. Juli 2017 startete die Gruppe mit der Albumankündigung die Vorbestellungsphase für Gossip. Am selben Tag wurde mit Legends die erste Singleauskopplung mitsamt Musikvideo vorab herausgegeben. Einen Tag später wurde Legends zum offiziellen Lied für die Olympiamannschaft der Vereinigten Staaten bei den Olympischen Winterspielen 2018 in Pyeongchang, Südkorea ausgewählt. Anfang bzw. Ende August wurden mit Empire to Ashes und Cheers zwei weitere Stücke vorab als Singles veröffentlicht.

### Konzertreisen
Zwischen dem 25. Oktober und dem 21. November 2017 tourt Sleeping with Sirens im Vorprogramm von Rise Against durch mehrere Staaten Europas, darunter Deutschland, Schweden, Norwegen, Dänemark, das Vereinigte Königreich und der Schweiz. Zuvor absolviert die Band zwischen August und Oktober eine Konzertreise durch die Vereinigten Staaten und Kanada.

## Erfolg

### Kommerziell
Gossip stieg in den US-amerikanischen Albumcharts auf Platz 38, in Australien auf Platz 64 ein. In einem Bericht des Portals Rock Feed, dass sich auf einem Tweet des Onlinemagazins Note to Scene beruft, verkaufte sich Gossip lediglich 12.000 mal innerhalb der ersten Verkaufswoche in den Vereinigten Staaten. Dieser Wert stellt ein Einbruch von 65 Prozent verglichen mit dem Vorgänger Madness, das damals noch knapp 35.000 mal innerhalb der ersten Woche abgesetzt werden konnte. Laut Rock Feed habe die Gruppe durch ihren Wechsel zu Warner Bros. Records und der musikalischen Hinwendung zur massentauglichen Popmusik einige Fans verprellt, wodurch dieser Verkaufswert zustande kam. Das Portal nennt Gossip in dieser Hinsicht einen kommerziellen Flop.

### Pressestimmen
Rachel Campbell vom Alternative Press schrieb, dass das Major-Debüt die Band unüberraschenderweise in unbekannte musikalische Gefilde befördern könnte. Allerdings falle das Album nicht in den Post-Hardcore-typischen Klang, der die Gruppe in die Szene gebracht habe; auch die für die Band bekannte hohe Stimme ihres Sängers Kellin Quinn ist kaum noch mehr zu hören. Was der Hörer geliefert bekommt ist eine Klangmischung aus Rock- und Popmusik mit bluesigem Unterton. Andy Biddulph vom britischen Rock Sound beschrieb die musikalische Veränderung als „die Post-Hardcore-Variante von dem, was Fall Out Boy auf ihrem Album Save Rock and Roll vollbracht haben.“ Er beschreibt Gossip als einen Bumerang, der die Hardcore-Fangemeinde zu Beginn vergraulen, aber nach einer gewissen Zeit wieder versöhnen könne. Auch bei Allmusic ist man der Meinung, dass die Gruppe sich im Vergleich zum Vorgängeralbum Madness auf Gossip nochmals weitestgehend verändert habe. Dabei werden dem Rezensenten Erinnerungen an All Time Low und PVRIS geweckt, die mit ihren neuesten Alben Last Young Renegades bzw. All We Know of Heaven, All We Need of Hell eine ähnliche Schiene gefahren sind.

### Auszeichnungen
- Rock Sounds Alben des Jahres 2017
  - Platz 45[17]